# Ana María Viñas Díaz
Ana María Viñas Díaz es una bióloga y genetista gallega.

## Biografía
Doctora en Biología, es profesora titular de Genética de la Facultad de Biología de la Universidad de Santiago de Compostela.
Su labor como investigadora se centra en el análisis de los mecanismos de determinación y diferenciación sexual en el rodaballo.
Le interesan tanto la caracterización de los genes implicados en estos procesos como el análisis de la conservación de las regiones genómicas en las que estos genes se localizan en otras especies de peces. El estudio de este carácter productivo tan relevante en peces, se aborda globalmente integrando análisis de mapeo genético y físico, citogenómica, análisis de expresión génica y de genómica comparada.
La doctora Viñas fue una de las coordinadoras del Dicionario de Bioloxía galego-castelán-inglés.